# Doreen Simmons
Doreen Sylvia Simmons (cognom de soltera Clarke; Nottingham, Regne Unit, 29 de maig de 1932 - Sumida, Tòquio, Japó, 23 d'abril de 2018) va ser una comentarista de sumo anglesa. Després de traslladar-se al Japó el 1973, es va convertir en una experta en sumo i va ser contractada per la NHK el 1992 per comentar les seves emissions de sumo en anglès. Va ser guardonada amb l'Orde del Sol Naixent el 2017.

## Primers anys de vida
Va néixer a Nottingham, Anglaterra, filla d'un funcionari i d'una directora de botiga. Va assistir al Mundella Gramma School i va cantar al seu cor. Va ser una gran seguidora del cricket quan era adolescent i visitava el camp de cricket de Trent Bridge cada dissabte.
Va estudiar Teologia i Humanitats al Girton College, Cambridge i al Hughes Hall, Cambridge de 1950 a 1954.

## Carrera professional
Després de graduar-se a la universitat, es va convertir en professora de llatí i grec. Va passar gran part de la dècada de 1960 ensenyant en una escola de l'exèrcit britànic a Singapur, on es va casar. Va fer una visita de tres mesos al Japó rural on es va allotjar en una granja i va veure el seu primer combat de sumo a la televisió durant un torneig el mes de març de 1968. Després de tornar a Anglaterra, va ensenyar clàssics i va participar en la primera sèrie de Mastermind, abans de decidir tornar al Japó cinc anys després de la seva visita anterior, assegurant-se un lloc d'ensenyament allà el setembre de 1973.
Va treballar al Centre Internacional d'Idiomes a Jinbōchō, Tòquio, i després es va incorporar al Centre de Premsa Estrangera, editant traduccions de comunicats de premsa del Ministeri d'Afers Exteriors. També va corregir material en anglès tant per a la Cambra de Representants com per a la Cambra de Consellers de la Dieta Nacional i la Biblioteca Nacional de la Dieta.

### Comentarista de sumo
Va ser mentre treballava per al Centre de Premsa Estrangera que Simmons va desenvolupar el seu interès pel sumo.
Va veure el seu primer combat de sumo en directe el gener de 1974 i va començar a assistir regularment a tornejos a Tòquio, Osaka i Nagoya. Va escriure una columna de sumo bimensual per a Kansai Time Out des de 1983 i va ser col·laboradora de la revista Sumo World des de 1987. El 1985 va revisar el llibre Sumo: From Rite to Sport, publicat originalment el 1979 per Patricia Cuyler. El 1992 es va convertir en comentarista de l'emissora nacional NHK, per a les seves retransmissions de sumo en anglès recentment inaugurades. Va ser contractada pels seus coneixements especialitzats per complementar els comentaristes play-by-play de la NHK que estaven més familiaritzats amb les emissions de beisbol. El 2017 va celebrar el seu 25è aniversari com a comentarista per a la NHK i va rebre l'Orde del Sol Naixent per la seva contribució al sumo. Va viure a Sumida, Tòquio, prop de Ryōgoku, el cor del sumo. Va ser patrocinadora financera de l'estable Dewanoumi, un dels molts estables d'entrenament o heya durant més de 20 anys, i va tenir amistats amb molts lluitadors i oficials de sumo.
Simmons esperava escriure el llibre definitiu en anglès sobre el sumo, malgrat l'enorme quantitat d'informació disponible que hi ha sobre el tema, però aquesta aventura mai es va arribar a completar.

## Altres interessos
Simmons va cantar també al cor de l'ambaixada britànica de Tòquio. També va actuar amb els Tokyo International Players. Era percussionista, tocava el bodhrán i el djembe. Es va convertir en membre de la Societat Asiàtica del Japó el 1980 i més tard va servir durant alguns anys al Consell de l'ASJ. Va fer salt de pont a Austràlia als 68 anys i, com a voluntària d'Habitat per a la Humanitat, va ajudar a cavar fonaments per a cases a Mongòlia en el seu 71è aniversari.

## Vida personal
El seu matrimoni amb Bob Simmons es va acabar en un divorci, i la parella no va arribar a tenir fills. Simmons va morir a la seva casa de Tòquio el 23 d'abril de 2018 als 85 anys, a casus d'una afecció pulmonar.